# جورج جونز (سياسي أسترالي)
جورج جونز (بالإنجليزية: George Jones)‏ هو سياسي أسترالي، ولد في 1866 في إينفيريل في أستراليا، وتوفي في 8 أبريل 1938. حزبياً، نشط في حزب العمال الأسترالي. وقد انتخب عضو الجمعية التشريعية نيو ساوث ويلز عن دائرة Electoral district of Gwydir ‏ (6 أغسطس 1904 – 6 نوفمبر 1913).